# Rembrandtjaar

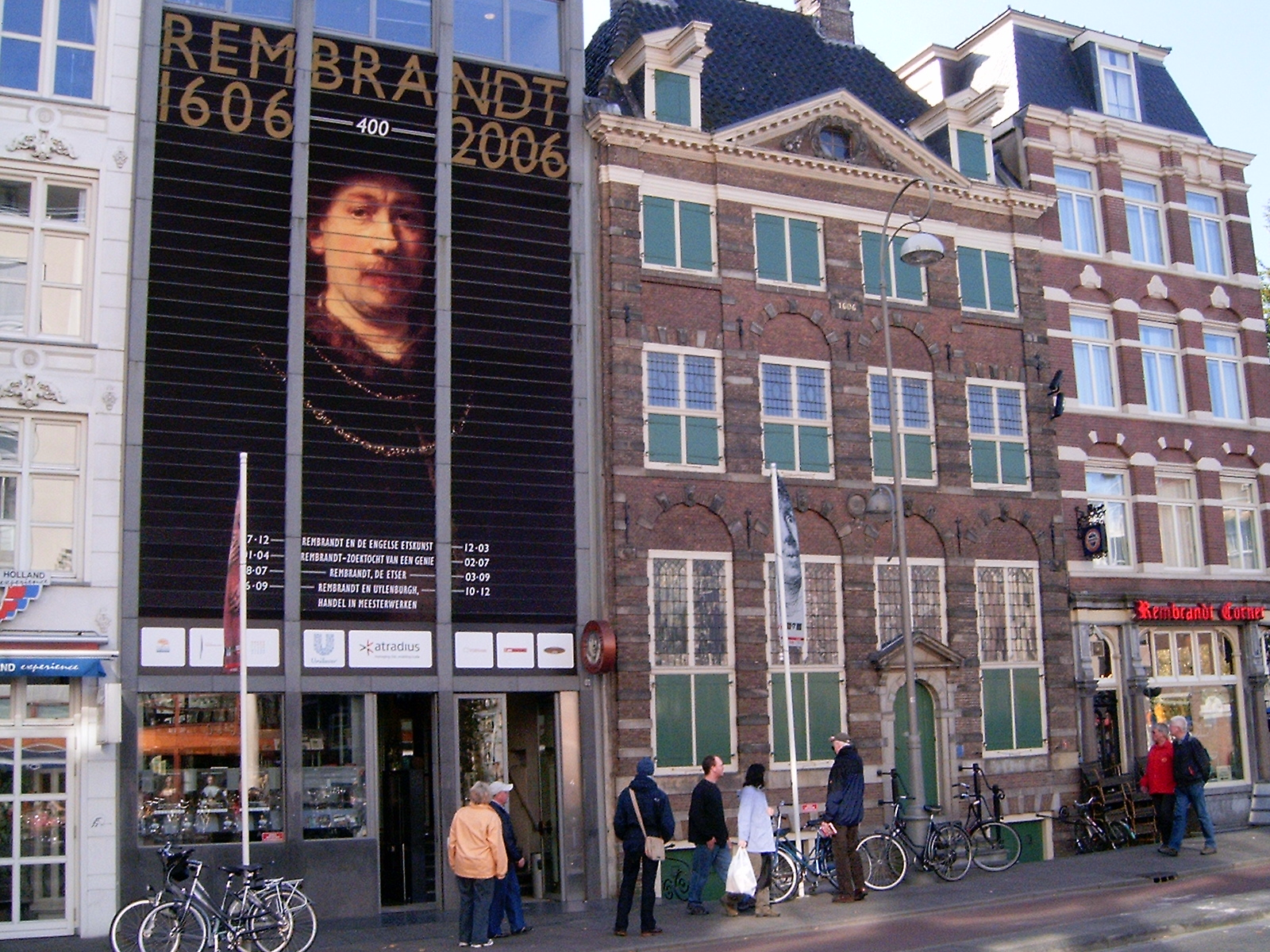
Rembrandthuis met daarnaast een promotiebord voor het jaar (2006)

Met het Rembrandtjaar in 2006 werd gevierd dat Rembrandt van Rijn 400 jaar eerder zou zijn geboren in Leiden.
In het jaar 2006 waren tal van activiteiten georganiseerd, waarvoor veel internationale bezoekers werden verwacht in Nederland.
Ook 2019 werd tot Rembrandtjaar bestempeld, het was toen 350 jaar geleden dat Rembrandt overleed. Musea in heel Nederland organiseerden tentoonstellingen.

## Tentoonstellingen 2006
- Expositie Rembrandt - Caravaggio

Het Van Gogh Museum bracht van 24 februari tot en met 18 juni 2006 de kunstschilders Rembrandt en Caravaggio samen in een tentoonstelling met 25 monumentale werken die een inzicht moeten geven in de verwantschappen tussen de twee meesters. Vele topstukken uit het buitenland, waaronder De Emmaüsgangers (National Gallery, Londen), Amor Vincit Omnia (Gemäldegalerie, Berlijn) en Het offer van Isaac (Uffizi, Florence) kwamen hiervoor naar Nederland. De tentoonstelling was een groot succes.
- Rembrandt - Portret van Catrina Hoogsaet van 29 november 2006 - 29 april 2007 in het Rijksmuseum Amsterdam in Amsterdam

## Verwante onderwerpen
- Rembrandt Research Project
- Themajaar
- Michiel de Ruyterjaar (2007), groots opgezette landelijke viering dat Michiel de Ruyter 400 jaar eerder werd geboren in Vlissingen (maart- november 2007).